# Liste der Internationalen Meister (Verleihung 1970)

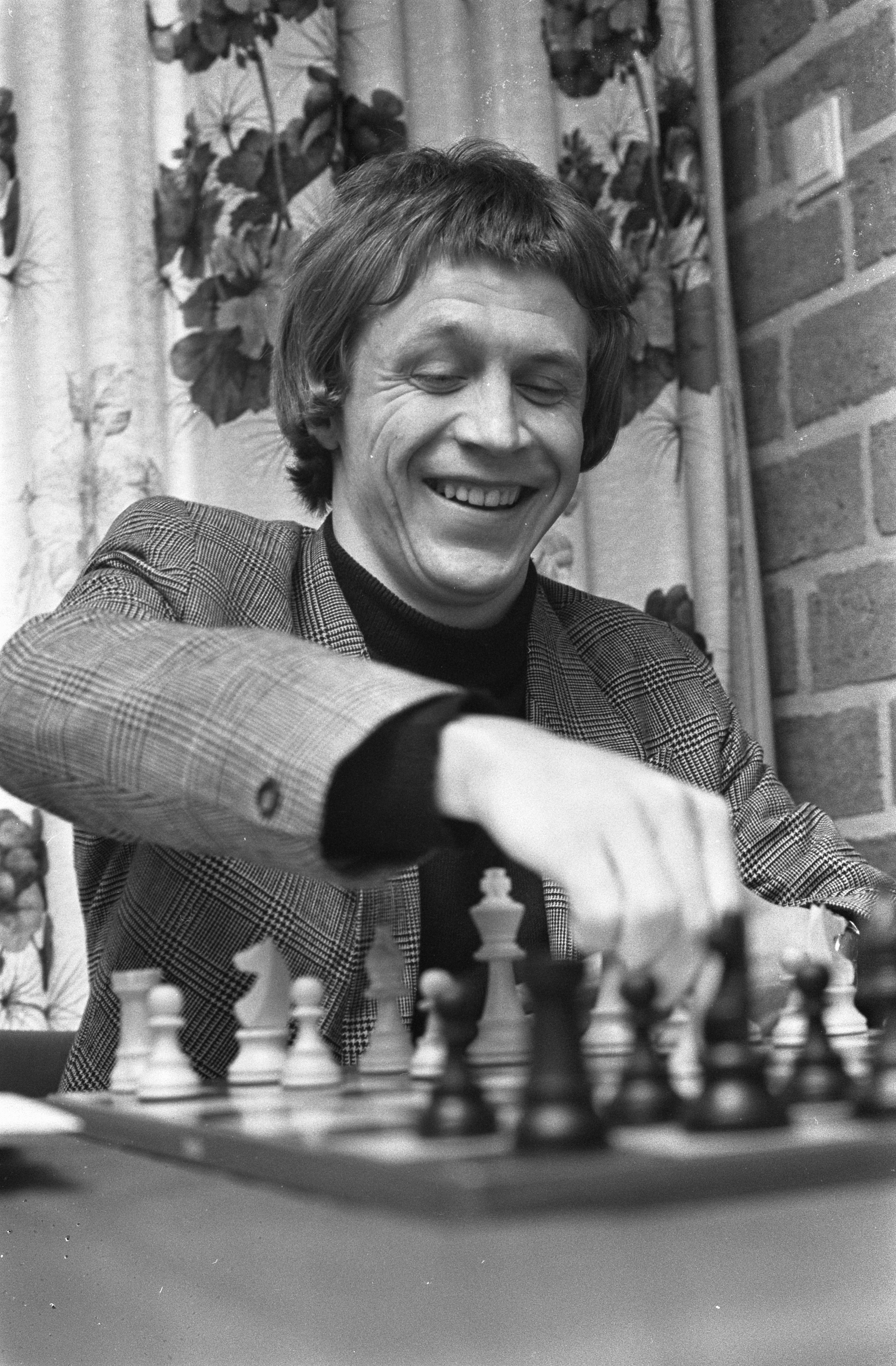
András Adorján wurde als András Jocha geboren, änderte aber seinen Namen zu Ehren eines Flötisten.

Die Liste der Internationalen Meister des Jahres 1970 führt alle Schachspieler auf, die im Jahr 1970 vom Weltschachbund FIDE den Titel Internationaler Meister erhalten haben.
13 der 17 damals geehrten Spieler sind im Mai 2023 noch am Leben. 13 der 17 Spieler erreichten später den Großmeistertitel.

## Legende
Die Tabelle enthält folgende Angaben:
- Name: Nennt den Namen des Spielers.
- Land: Nennt das Land, für das der Spieler 1970 spielberechtigt war.
- Lebensdaten: Nennt das Geburtsjahr und gegebenenfalls das Sterbejahr des Spielers.
- GM: Gibt für Spieler, die später zum Großmeister ernannt wurden, das Jahr der Verleihung an.
- weitere Verbände: Gibt für Spieler, die früher oder später für mindestens einen anderen Verband spielberechtigt waren, diese Verbände mit den Zeiträumen der Spielberechtigung (sofern bekannt) an. Wechsel zu einem Nachfolgestaat sind berücksichtigt, sofern der Spieler zu diesem Zeitpunkt noch schachlich aktiv war.

## Liste
| Name                   | Land               | Lebensdaten | GM   | weitere Verbände                                        |
| ---------------------- | ------------------ | ----------- | ---- | ------------------------------------------------------- |
| András Adorján         | Ungarn             | 1950–2023   | 1973 |                                                         |
| Ulf Andersson          | Schweden           | 1951        | 1972 |                                                         |
| Juri Balaschow         | Sowjetunion        | 1949        | 1973 | Russland (seit 1992)                                    |
| Roman Dzindzichashvili | Sowjetunion        | 1944        | 1977 | Israel (1977–1979), Vereinigte Staaten (seit 1980)      |
| Darko Gliksman         | Jugoslawien        | 1937–2016   |      | Kroatien (ab 1992)                                      |
| Vlatko Kovačević       | Jugoslawien        | 1942        | 1976 | Kroatien (seit 1992)                                    |
| Ljubomir Ljubojević    | Jugoslawien        | 1950        | 1971 | Serbien und Montenegro (2003–2006), Serbien (seit 2006) |
| Oleg Moissejew         | Sowjetunion        | 1925–2002   |      |                                                         |
| Miguel Quinteros       | Argentinien        | 1947        | 1973 |                                                         |
| Zoltán Ribli           | Ungarn             | 1951        | 1973 |                                                         |
| Igor Saizew            | Sowjetunion        | 1938        | 1976 | Russland (seit 1992)                                    |
| Guðmundur Sigurjónsson | Island             | 1947        | 1975 |                                                         |
| Jan Smejkal            | Tschechoslowakei   | 1946        | 1972 | Tschechien (seit 1993)                                  |
| Nikola Spiridonow      | Bulgarien          | 1938–2021   | 1979 |                                                         |
| Andrzej Sydor          | Polen              | 1937        |      |                                                         |
| Wolodymyr Tukmakow     | Sowjetunion        | 1946        | 1972 | Ukraine (seit 1992)                                     |
| Bernard Zuckerman      | Vereinigte Staaten | 1943        |      |                                                         |